# Abril Montilla
Abril Montilla, all'anagrafe Abril Montilla Parra (Malaga, 3 ottobre 2000), è un'attrice e modella spagnola, nota per aver interpretato il ruolo di Alodia Expósito nella soap Una vita.

## Biografia
Abril Montilla è nata il 3 ottobre 2000 a Malaga (Spagna), dall'attrice María José Parra.

## Carriera
Abril Montilla si è formata artisticamente presso il centro studi artistici Triarte. Dopo aver recitato in diverse opere teatrali, ha partecipato alla serie televisiva andalusa Éramos pocos del Canal Sur, la quale è stata la sua prima apparizione in televisione.
Nel 2017 ha interpretato il ruolo di Nuria nella serie Éramos pocos. Nel 2018 e nel 2019 ha raggiunto la popolarità grazie alla sua partecipazione alla serie di TVE La otra mirada, dove ha interpretato il ruolo di una delle protagoniste, María Jesús Junio Crespo. Nel 2019 è apparsa in un episodio della serie La peste.
Da febbraio 2020 a maggio 2021 ha interpretato il ruolo di Alodia Expósito nella soap opera in onda su La 1 Una vita. Nello stesso anno ha interpretato il ruolo di Isabel nella miniserie di Netflix Qualcuno deve morire. Sempre nel 2020 ha ricoperto il ruolo di Elvira nella serie 30 monedas di Álex de la Iglesia e prodotta da HBO España.
Nel 2022 ha partecipato alla seconda stagione della serie Desaparecidos, distribuita su Amazon Prime Video, interpretando il ruolo di Estela. Nello stesso anno ha recitato nelle serie Todas las veces que nos enamoramos, in Meet cute e in Monos con pistola e nel film Treguas diretto da Mario Hernández.

## Filmografia

### Cinema
- Treguas, regia di Mario Hernández (2022)

### Televisione
- Éramos pocos – serie TV, 13 episodi (2017)
- La otra mirada – serie TV, 21 episodi (2018-2019)
- La peste – serie TV, 1 episodio (2019)
- Una vita (Acacias 38) – soap opera, 267 episodi (2020-2021)
- Qualcuno deve morire (Alguien tiene que morir) – serie TV, 3 episodi (2020)
- 30 monedas – serie TV, 2 episodi (2020)
- Meet cute – serie TV, 1 episodio (2022)
- Desaparecidos – serie TV, 3 episodi (2022)
- Todas las veces que nos enamoramos – serie TV, 1 episodio (2022)
- Monos con pistola – serie TV, 7 episodi (2022)

## Teatro
- El sueño de una noche de verano di William Shakespeare (2014)
- Fuera de quicio di J.L. Alonso de Santos (2015)
- La gata sobre el tejado de zinc caliente di Tennessee Williams (2016)
- Una visita inesperada di Agatha Christie (2016)
- El cianuro sólo o con leche di J.J. Alonso Millán (2017)
- La villa de los extraños, creazione collettiva (2017)
- Entremeses del siglo de oro (2017)

## Doppiatrici italiane
Nelle versioni in italiano dei suoi film e delle sue serie TV, Abril Montilla è stata doppiata da:
- Francesca Bielli[22] in Una vita[23]
- Giorgia Locuratolo[24] in Qualcuno deve morire[25]